# Ilaria Mauro

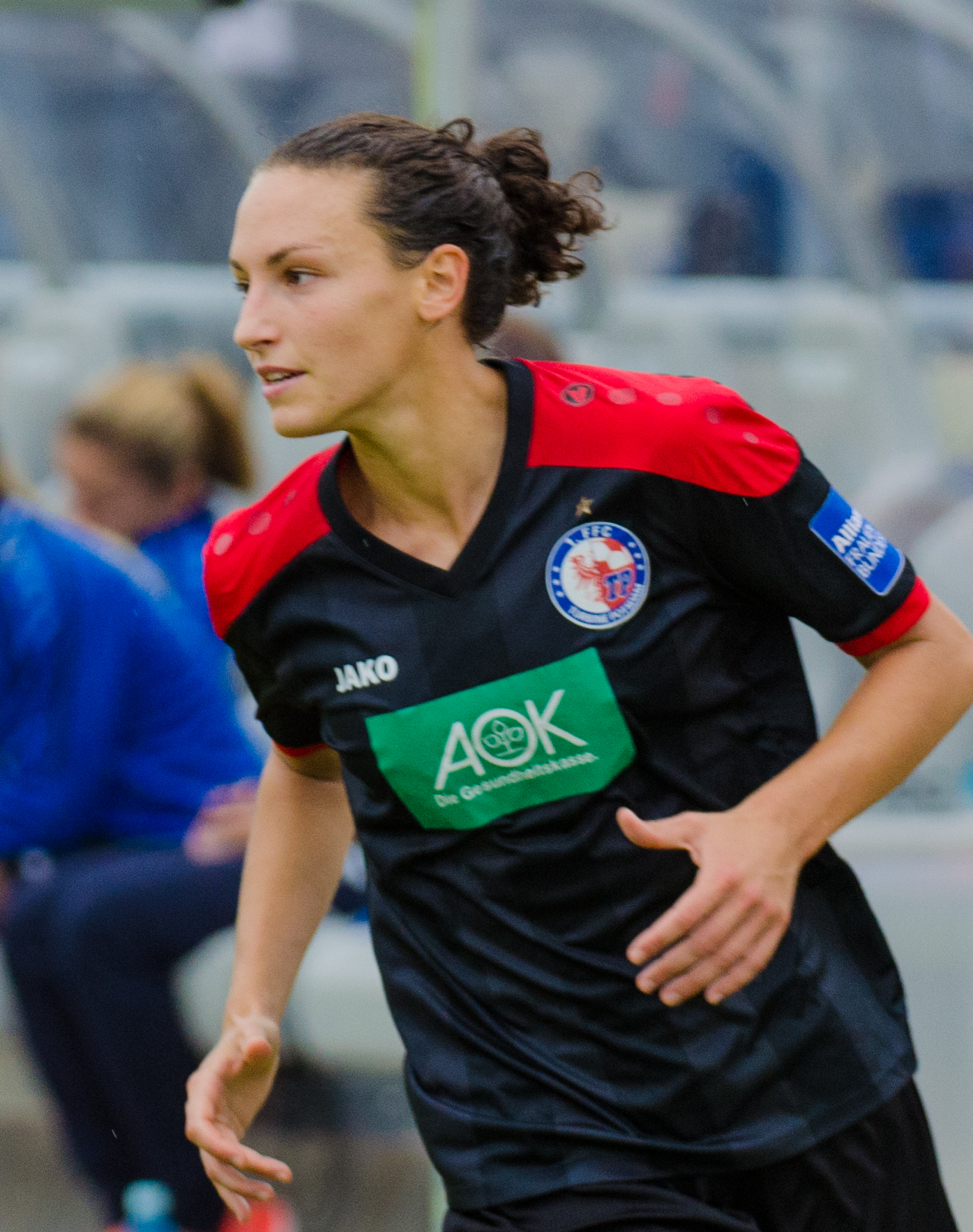

Ilaria Mauro, född 22 maj 1988 i Gemona del Friuli, Udine, är en italiensk fotbollsspelare som spelar i anfallet. Hon spelar för Italiens damlandslag i fotboll och inledde sin seniorkarriär 2006 i den italienska klubben Tavagnacco Calcio Femminile. Därefter har hon spelat för de tyska klubbarna SC Sand och FFC Turbine Potsdam och 2016 flyttade hon tillbaks till Italien för att spela för Fiorentina.